# マイアナ
座標: 北緯0度56分 東経173度00分 / 北緯0.933度 東経173.000度

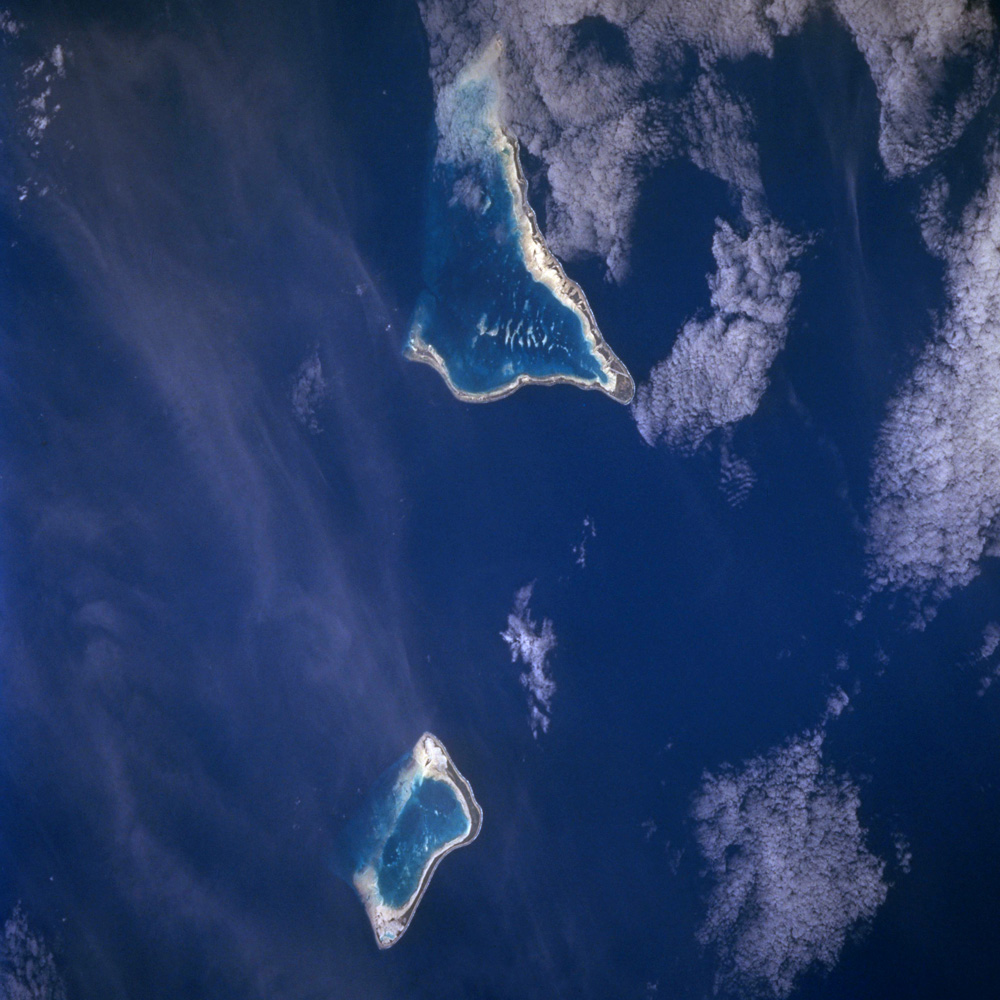
写真下側に見えるのがマイアナ。上側はタラワになる

マイアナ（Maiana）は、ギルバート諸島北部に位置するキリバスの環礁である。環礁の北側と東側は1つの島になっており、西側にあたる島の先端は水面下にある珊瑚礁で構成され、環礁全体はラグーンで囲まれている。環礁の大きさは南北に14km、東西に9.5kmの長さがある。
19世紀末のマイアナは、アベママの支配者であった”テム・ビノカ”に貢ぎ物を強制させられていた。

## 交通
エアー・キリバスのタラワからの国内線が週2便ある(2021年9月現在)。